# 2e compagnie de chars de combat de la France libre
La 2e compagnie de chars de combat est une unité blindée des forces françaises libres (FFL), formée en Angleterre en septembre 1940 avant de rejoindre l'Afrique.

## Historique
L'unité est formée en septembre 1940 à Camberley. Elle rejoint le camp des FFL à Old Dean (en) le 3 novembre.
L'unité n'est initialement équipée que de camionnettes Peugeot et de chenillettes Hotchkiss récupérées auprès de l'ex-corps expéditionnaire français en Scandinavie. Elle reçoit à l'été 1941 des chars légers M3 Stuart, que la compagnie abandonne le 29 août 1941 lorsqu'elle embarque pour l'Afrique française libre.
Débarquée le 2 octobre à Pointe-Noire au Congo français, la compagnie rejoint Fort-Lamy au Tchad, où elle est renommée compagnie de chars du régiment de tirailleurs sénégalais du Tchad Elle reçoit à nouveau des chars Stuart M3A1 à Kano au Nigeria.
En février 1943, elle quitte le Nigeria et ses chars et rejoint l’Égypte. Renommée 2e compagnie de chars de la 1re division française libre, elle reçoit à nouveau des chars. La compagnie rejoint en juillet Sabratha en Libye. C'est là qu'avec la 1re et la 3e compagnie de chars de la France libre, elle forme le 501e régiment de chars de combat de la future 2e division blindée.

## Personnalités ayant servi au sein de l'unité
- Louis Michard, compagnon de la Libération

## Sources
- « Historique de la 2e compagnie du 501e chars au cours de la campagne de Libération 1940 - 1945 », dans Historique des compagnies du 501e régiment de chars de combat (lire en ligne).
- Jacques de Witasse, L'Odyssée de la Deuxième Compagnie de Chars, Éditions lyonnaises d'Art et d'Histoire, 1990 (ISBN 2-905230-41-X).
- « Images de la 2e compagnie autonome de chars », sur 2e-compagnie-de-chars.org.
- Benjamin Josset, « De la cordillère des Andes à Strasbourg: Réflexions d'un « Croisé de Lorraine » », dans Soldats de Leclerc: Récits et anecdotes, Lavauzelle (ISBN 9782702504116, lire en ligne), p. 16-21.
- « Récit de Gaston Eve, ancien de la 2e compagnie », sur gastoneve.org.uk.